# Eugoa immunda
Eugoa immunda là một loài bướm đêm thuộc phân họ Arctiinae, họ Erebidae.